# (2608) Séneca
(2608) Séneca es un asteroide perteneciente a los asteroides Amor descubierto por Hans-Emil Schuster el 17 de febrero de 1978 desde el Observatorio de La Silla, Chile.

## Designación y nombre
Séneca fue designado al principio como 1978 DA.
Más tarde se nombró en honor del político y escritor romano Séneca (4 a. C.–65).

## Características orbitales
Séneca está situado a una distancia media del Sol de 2,517 ua, pudiendo acercarse hasta 1,079 ua y alejarse hasta 3,954 ua. Su inclinación orbital es 14,68 grados y la excentricidad 0,571. Emplea 1458 días en completar una órbita alrededor del Sol.
Séneca es un asteroide cercano a la Tierra.

## Características físicas
La magnitud absoluta de Séneca es 17,52. Tiene un diámetro de 0,9 km y un periodo de rotación de 8 horas. Su albedo se estima en 0,21. Séneca está asignado al tipo espectral S de la clasificación Tholen.